# Solange Carvalhas
Solange Rodrigues Carvalhas (22 aprile 1992) è una calciatrice portoghese, attaccante dell'Anderlecht e della nazionale portoghese.

## Palmarès
- Campionato belga: 1

Anderlecht: 2019-2020
- Campionato portoghese: 8

1º Dezembro: 2006-2007, 2007-2008, 2008-2009, 2009-2010, 2010-2011, 2011-2012
Sporting Lisbona: 2016-2017, 2017-2018
- Coppa del Portogallo femminile: 7

1º Dezembro: 2006-2007, 2007-2008, 2009-2010, 2010-2011, 2011-2012
Sporting Lisbona: 2016-2017, 2017-2018
- Supercoppa del Portogallo femminile: 1

Sporting Lisbona: 2017